# Phyllis nobla
Phyllis nobla L. es una especie herbácea de la familia de las rubiáceas, conocida en Canarias como capitana.

## Descripción
Se caracteriza por sus hojas, que son de ovadas a lanceoladas y que a diferencia de Phyllis viscosa Webb et Berth., no son pegajosas. Además sus inflorescencias son laxas.

## Distribución y hábitat
P.nobla es un endemismo macaronésico que puede encontrarse en Canarias y en el archipiélago de Madeira.

## Taxonomía
Phyllis nobla fue descrita por Carlos Linneo y publicado en Species Plantarum 1: 232, en el año 1753.
Etimología
Phyllis: procede del griego phyllis, que en la mitología es un ser femenino transformado en almendro, quizás por la semejanza foliar.
nobla: procede del latín nobilior, que significa noble, fuera de lo ordinario.
Sinonimia
- Bupleuroides nobla  (L.) Moench[3][4]
- Phyllis viridis Salisb. (1796).
- Phyllis pauciflora A.Rich. (1830).[5][6]

## Nombre común
Se conoce como "capitana".